# Draškovićův palác (Karlovac)
Draškovićův palác v Karlovaci (chorvatsky Palača Drašković) je kulturní památka. Je evidována v katalogu chorvatských kulturních památek pod číslem Z-5505. Stojí na adrese Stjepana Radića 15.    
Budova byla postavena v roce 1828. Jejím vlastníkem byl gróf Janko Drašković, který zde sepsal politický program s názvem Disertacija iliti razgovor darovan gospodi poklisarom ve štokavském nářečí. V roce 1958 byla budova v rámci poslední vlny znárodněna. Později sloužila jako bytový dům. V jejím přízemí sídlil disco klub; za chorvatské války za nezávislost byl dům celkem čtyřikrát cílem minometné palby. V první polovině 21. století byla v havarijním stavu a rozpadá se. Byla prohlášena za nepoužitelnou k bydlení.